# Myiodactylus sorongensis
Myiodactylus sorongensis is een insect uit de familie van de Nymphidae, die tot de orde netvleugeligen (Neuroptera) behoort. 
Myiodactylus sorongensis is voor het eerst wetenschappelijk beschreven door New in 1988.